# 후벤투드섬

후벤투드섬

후벤투드섬(Isla de la Juventud)은 쿠바에 속하는 섬이다. 중심 도시는 누에바헤로나이다. 섬의 면적은 3,056km2로, 쿠바 본토를 제외하고는 가장 큰 섬이다. 서인도 제도 중에서도 6번째로 크다. 1978년 개칭 전까지 피노스섬이라고 불리었다.